# المطلاح (الرضمة)

تعديل مصدري - تعديل

المطلاح هي إحدى قرى عزلة كحلان بمديرية الرضمة التابعة لمحافظة إب، بلغ تعداد سكانها 288 نسمة حسب تعداد اليمن لعام 2004.